# イグナーツ・シュパンツィヒ
イグナーツ・シュパンツィヒ（Ignaz Schuppanzigh, 1776年7月20日 – 1830年3月2日）は、オーストリアのヴァイオリニスト。
シュパンツィヒはベートーヴェンの師、友人であり、アンドレイ・ラズモフスキー伯爵の私設弦楽四重奏団を率いた。シュパンツィヒと彼の四重奏団はベートーヴェンの弦楽四重奏曲、特に後期作品を多く初演している。彼が1808年の暮れに創設したラズモフスキー四重奏団は、プロの楽団としては初めての弦楽四重奏団だったと考えられている。この楽団が生まれるまで、四重奏曲はアマチュアやプロの音楽家が必要に応じて集まって演奏されるのが主であった。

## 生涯
シュパンツィヒはウィーンに生まれた。父はテレジア陸軍士官学校の教授を務める人物だった。当初はヴィオラを得意としていたシュパンツィヒは、21歳の誕生日を迎える前にヴィルトゥオーソ・ヴィオラ奏者、ヴァイオリニスト、そして指揮者となっていた。彼はベートーヴェンにヴァイオリンのレッスンを施しており、その後2人の友情はベートーヴェンの死まで続くことになった。
四重奏曲の演奏、作曲に関する伝統が移行期を迎えることになったことには、シュパンツィヒが四重奏の演奏に身を投じたことが大きく影響している。ベートーヴェン以前の時期には、四重奏曲は腕のいいアマチュアやプロの奏者の技量に頼り、数回のリハーサルを経て演奏されていた。ベートーヴェンの四重奏曲には技術的に困難な箇所が多く含まれていたため、入念なリハーサルを行わずに完全に演奏することは不可能だった。こうした困難さにはユニゾンで奏する複雑な走句、クロスリズム、ヘミオラ、そして音調に特別な注意を払うべき難しい和音などがあった。シュパンツィヒがベートーヴェンに対してある難渋なパッセージについて不平を口にすると、ベートーヴェンはこう応じたとされる。「音楽の女神が舞い降りた時、私が君のみじめなフィドルのことなど気にかけると思っていたのか」
ラズモフスキー四重奏団はベートーヴェン以外の作曲の作品の初演も手掛けている。シューベルトは弦楽四重奏曲第13番『ロザムンデ』をシュパンツィヒに献呈した。
シュパンツィヒは若年期にはハンサムであったと伝えられるが、後年は深刻な肥満体型となっていた。ベートーヴェンは彼の肥満をからかって「我がフォルスタッフ卿」と呼び、コミカルな短い合唱作品『シュパンツィヒはならず者だ』 (Schuppanzigh ist ein Lump) WoO.100を作曲して彼に捧げた。この曲のスケッチはピアノソナタ第15番の自筆譜の余白に書き込まれている。伝えられるところによると、晩年のシュパンツィヒはあまりにも指が太くなりすぎたため、楽器を正確な音程で弾くことが出来なくなったという。彼は麻痺を患いウィーンで没した。